# کمیسیون نظارت ملی
کمیسیون نظارت ملی جمهوری خلق چین (به چینی: 中华人民共和国国家监察委员会) که با عناوین کمیسیون نظارت ملی یا کمیسیون نظارت دولتی شناخته می‌شود، عالی‌ترین ارگان نظارتی جمهوری خلق چین و معاون واحد دولتی است.
کمیسیون نظارت ملی مسئول نظارت، تحقیق و بازخواست مقامات دولتی و استفاده بی‌طرفانه از قدرت مطابق با قانون اساسی و قوانین مربوطه می‌باشد. این کمیسیون به‌طور مستقل بر طبق قانون اختیارات نظارتی را اعمال می‌کند و در معرض مداخله ارگان‌های اداری، سازمان‌های اجتماعی و افراد نمی‌باشد. همچنین کمیسیون نظارت ملی عالی‌ترین آژانس مبارزه با فساد در جمهوری خلق چین است که دارای رتبه اداری مشابه با دیوان عالی خلق و دادستانی عالی خلق است.
در سال ۲۰۱۸، اولین جلسه سیزدهمین کنگره ملی خلق، قانون اساسی جمهوری خلق چین را اصلاح کرد و قانون نظارت جمهوری خلق چین را تصویب کرد. کمیسیون نظارت ملی و کمیسیون مرکزی بازرسی انضباطی حزب کمونیست چین با یکدیگر در تعامل هستند.
این کمیسیون شامل مدیر، معاون و اعضای عادی است. مدیر کمیسیون توسط کنگره ملی خلق منصوب می‌شود.

## پیشینه
کمیسیون نظارت ملی به‌عنوان بخشی از یک سری اصلاحات در سیستم مبارزه با فساد چین در اولین دوره ریاست شی جین پینگ به‌عنوان دبیرکل حزب کمونیست تشکیل شد. ریشه این کمیسیون از سیستم نظارت امپراتوری چین از سلسله‌های چین و هان سرچشمه می‌گیرد. این سیستم بیش از دو هزار سال است که در حال جنبش است. اسامی و ساختار دفاتر نظارت ممکن است از یک سلسله با سلسله‌ای دیگر متفاوت باشد. با این حال، آنها ارزش‌های مشابهی دارند. این دفاتر برای قرن‌ها با هدف حمایت از عدالت، اجرای انضباط و نظارت بر اخلاق دولتی بودند. برای دستیابی به اهداف، مقامات دولتی به‌طور دوره‌ای بررسی، بازدید و موارد استیضاح امپراتوران را گزارش می‌کردند.

## تشکیل
در اواخر سال ۲۰۱۶، کمیسیون‌های نظارتی ابتکارات آزمایشی را در شانشی، پکن و چجیانگ آغاز کردند. رؤسای بازرسی انضباطی در سطح استان به‌طور همزمان به‌عنوان رؤسای کمیسیون‌های نظارت محلی شروع به خدمت کردند.
تشکیل کمیسیون نظارت ملی کنترل منابع مبارزه با فساد را به مقامات مرکزی متمرکز کرد و با هدف جلوگیری از مداخله محلی در تلاش‌های مبارزه با فساد انجام شد. دفتر ملی مبارزه با فساد سابق، اداره مبارزه با ترک وظیفه و اداره مبارزه با فساد دادستانی همگی در یک اداره واحد قرار گرفتند.
در فوریه ۲۰۱۸، اصلاحیه‌ای در قانون اساسی پیشنهاد شد تا کمیسیون‌های نظارت ملی و محلی به ارگان‌های دولتی رسمی تبدیل شوند. کمیسیون‌های محلی توسط کنگره‌های خلق محلی در سطح شهرستان و بالاتر منصوب می‌شوند و به آن‌ها و کمیسیون نظارت در سطوح بالاتر پاسخگو خواهند بود.